# 송도달빛축제공원
송도달빛축제공원(松島달빛祝祭公園)은 대한민국 인천광역시 연수구 송도동 26-1에 위치한 공원이다.

## 연혁
- 2013년 4월: 착공[1]

## 시설
- 펜타포트 야외공연장
- 보조공연장
- 도그파크

## 행사

### 축제
- 송도맥주축제
- 펜타포트 락 페스티벌 (2013년-현재)

### 콘서트
- 에드 시런: ÷ Tour (2019)

## 교통
- ● 인천 도시철도 1호선 송도달빛축제공원역 4번 출구